# Comarques de Palència
Les comarques de Palència no es regeixen per una divisió oficial, sinó que hi ha diferents criteris de comarcalització a través de les divisions naturals, administratives, històriques o agrícoles.

## Comarques usades per la Diputació
La província de Palència es pot dividir en quatre comarques, que és la que fa servir la Diputació Provincial en les seves publicacions.

Comarques administratives

Les quatre comarques són:
- El Cerrato
- Montaña Palentina
- Páramos Valles
- Tierra de Campos

## Comarques naturals

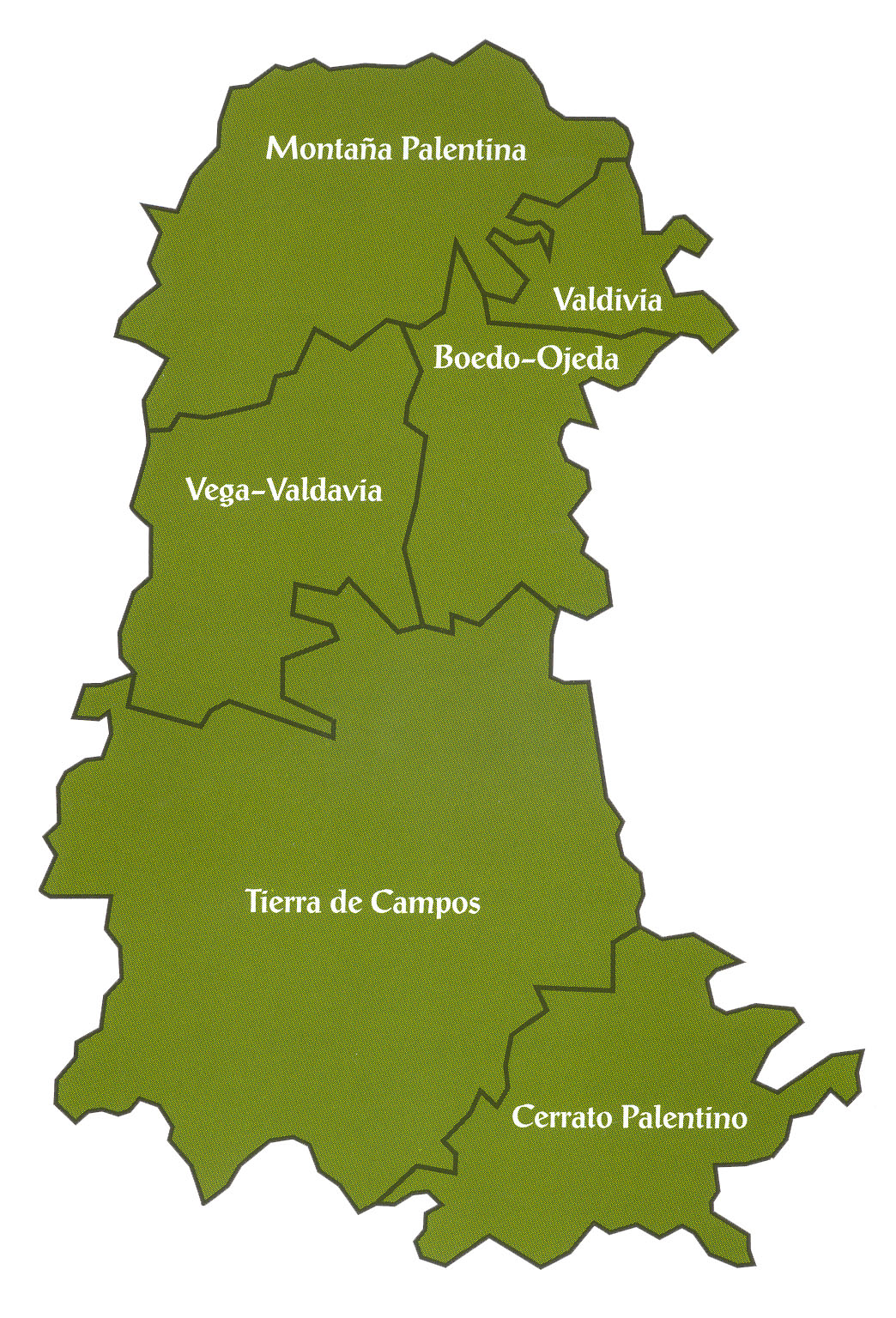
Comarques Naturals

La divisió en comarques naturals és, de nord a sud:
- Montaña Palentina
- La Valdivia
- Boedo-Ojeda
- Vega-Valdavia
- Tierra de Campos
- El Cerrato

Font: Departamento de Fomento y Medio Ambiente. Comarcas naturales de Palencia (6 hojas sueltas).  Palencia: Diputación Provincial, Departamento de Fomento y Medio Ambiente, 1997?. ed. 502/504 (460.183. 908.460.183.).

## Comarques històriques
El terme de comarca històrica a Palència fa referència a les regions creades el segle xiv sota el nom de merindad, nom que no és vigent avui dia. Aquestes merindades van quedar delimitades al llibre Becerro de las Behetrías de Castilla.
1. Parte de El Cerrato Castellano.

- Font: Manuel Vallejo del Busto. El Cerrato Castellano.  Ediciones Cálamo, Valladolid, 1.981, 608 p.: il.; 24 cm.. 84–500–5029–4.

## Comarques agrícoles
Els municipis de Palència estan agrupats en set comarques agràries definides pel Ministeri d'Agricultura. Són les que segueixen:
1. El Cerrato
2. Tierra de Campos
3. Vega-Valdavia
4. Boedo-Ojeda
5. Comarca de Guardo
6. Comarca de Cervera de Pisuerga
7. Comarca de Aguilar de Campoo

- Font: Ministerio de Agricultura, Pesca y Alimentación. «Comarcas agrarias». [Consulta: 27 desembre 2006].